# يوري لينيك
يوري لينيك (بالروسية: Ю́рий Влади́мирович Ли́нник) هو عالم رياضيات سوفييتي، كان نشطا في نظرية الأعداد ونظرية الاحتمالات والإحصاء الرياضي.